# Dianne Fromholtz
Dianne Lee Fromholtz Balestrat, avstralska tenisačica, * 10. avgust 1956, Melbourne, Avstralija.
V posamični konkurenci je največji uspeh dosegla januarja 1977, ko se je uvrstila v finale turnirja za Odprto prvenstvo Avstralije, kjer jo je v dveh nizih premagala Kerry Melville Reid. Na turnirjih za Odprto prvenstvo Francije se je najdlje uvrstila v polfinale v letih 1979 in 1980, kot tudi na turnirjih za Odprto prvenstvo ZDA leta 1976, na turnirjih za Odprto prvenstvo Anglije pa v četrtfinale v letih 1979 in 1987. V konkurenci ženskih dvojic je januarja 1977 osvojila turnir za Odprto prvenstvo Avstralije skupaj s Helen Gourlay. V konkurenci mešanih dvojic se je skupaj z Markom Edmondsonom leta 1980 uvrstila v finale turnirja za Odprto prvenstvo Anglije. Leta 1974 je z reprezentanco osvojila Pokal federacij.

## Finali Grand Slamov

### Posamično (1)

#### Porazi (1)
| Leto    | Turnir                      | Nasprotnica v finalu | Rezultat finala |
| 1977Jan | Odprto prvenstvo Avstralije | Kerry Melville Reid  | 7–5, 6–2        |

### Ženske dvojice (1)

#### Zmage (1)
| Leto    | Turnir                      | Partnerica    | Nasprotnici v finalu               | Rezultat finala |
| 1977Jan | Odprto prvenstvo Avstralije | Helen Gourlay | Kerry Melville Reid Betsy Nagelsen | 5–7, 6–1, 7–5   |

### Mešane dvojice (1)

#### Porazi (1)
| Leto | Turnir                      | Partner        | Nasprotnika v finalu     | Rezultat finala    |
| 1980 | Odprto prvenstvo Avstralije | Mark Edmondson | Tracy Austin John Austin | 4–6, 7–6(8–6), 6–3 |